# Libáň (železniční zastávka)
Libáň je železniční zastávka (někdejší železniční stanice) ve vzdálenosti přibližně dvou kilometrů jižně od města Libáň, v katastru obce Psinice, v okrese Jičín v Královéhradeckém kraji poblíž Libáňského potoka. Leží na neelektrizované jednokolejné trati Bakov nad Jizerou – Kopidlno. Od 31. března 2010 není zastávka obsluhována pravidelnou železniční dopravou.

## Historie
Budova zastávky a přidruženými stavbami vystavěná dle typizovaného stavebního vzoru byla otevřena 1. července 1882 na trati vlastněné soukromou společností České obchodní dráhy (BCB) z Kopidlna, kudy procházela trať v majetku téže společnosti mezi Nymburkem a Jičínem, do Libáně. Trať zde končila. Ze stanice odbočovala vlečka do libáňského cukrovaru.
28. srpna 1883 BCB otevřela trať z Bakova nad Jizerou, kudy od roku 1865 procházela trať společnosti Turnovsko-kralupsko-pražská dráha (TKPE) ze směru z Kralupy nad Vltavou do Turnova přes Dolní Bousov do Libáně, odkud již vlaky mohly pokračovat dále na Kopidlno. Představitelé města požadovali kvůli značné vzdálenosti zastávky od zástavby po provozovateli dráhy zavedení kyvadlové dopravy po cukrovarské vlečce blíže k centru, tomuto požadavku však nebylo z technických důvodů nikdy vyhověno.
Po zestátnění BCB v roce 1908 pak obsluhovala stanici jedna společnost, Císařsko-královské státní dráhy (kkStB), po roce 1918 pak správu přebraly Československé státní dráhy. Provoz v úseku z Dolního Bousova do Kopidlna je od roku 2010 bez pravidelné osobní dopravy. Roku 2016 trať procházející zastávkou od státu odkoupila společnost AŽD Praha.

## Popis
Nachází se zde jedno vnější jednostranné nástupiště. Někdejší cukrovarská vlečka byla zrušena a koleje byly sneseny (2020).[zdroj?]